# Tiszaújlaki Tisza-híd
A tiszaújlaki közúti Tisza-híd Ukrajnában, Kárpátalján, a Beregszászi járásban, Tiszaújlak és Tiszabökény között található.

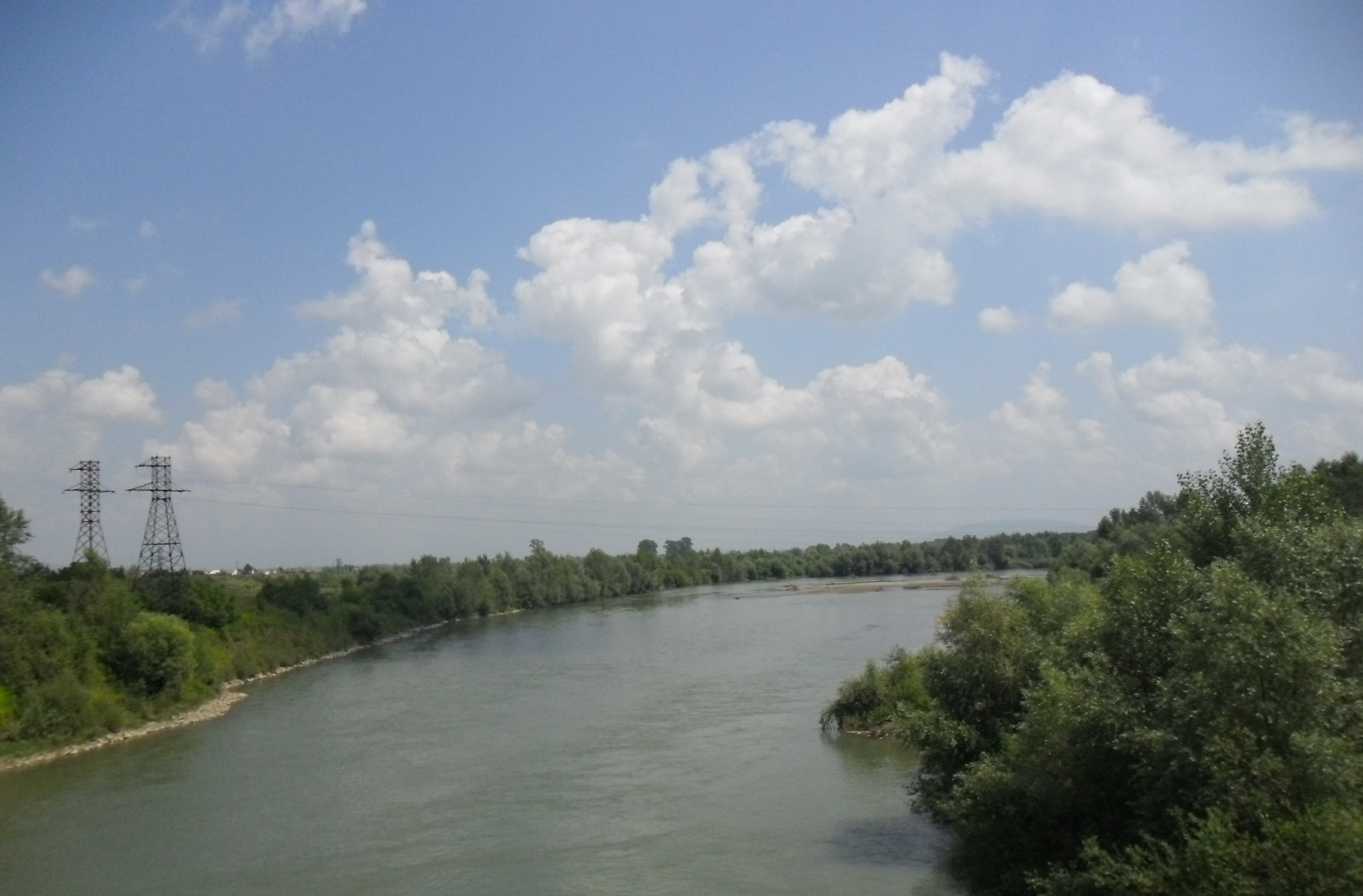
A Tisza Tiszaújlaknál

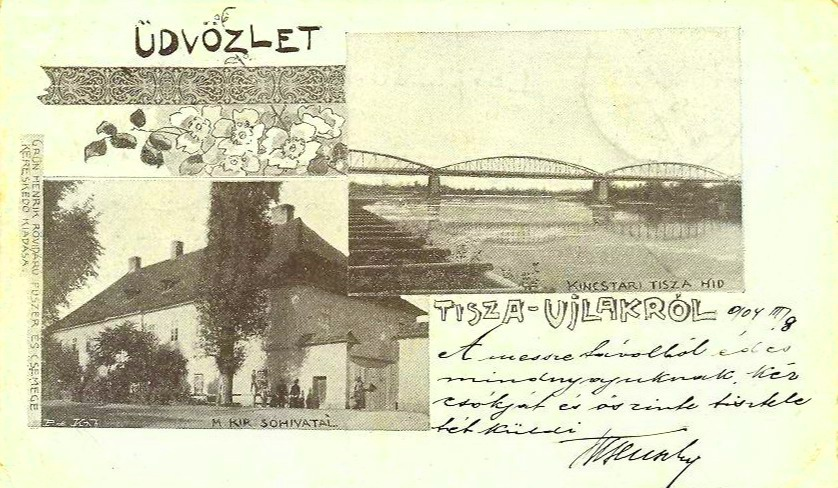
Üdvözlőlap a tiszaújlaki híd és sóhivatal fényképével, 1904.

## Története
Tiszaújlak a tiszai révéről és sókikötőjéről már a középkorban is híres volt. A 18-19. századi Magyarország egyik legnagyobbforgalmú sóhivatala és egyik legfontosabb sóelosztó és sótovábbító központja működött a városban. 1417-ben nagy raktárak épültek itt a Tiszán tutajokkal leúsztatott só tárolására és továbbszállítása céljából. A lakosság és az állatállomány sóval való ellátását az államkincstár bonyolította, és már a 18. század elejétől kezdődően hivatalos ellátó hálózatot hozott létre. Ezek fontos részei a sóraktárak és a sóhivatalok voltak. A lerakatok a vízi útvonalak, sóutak legfontosabb állomásain épültek: Tiszaújlakon, Tárkányban, Tokajban, Szolnokon és sok más helyen.
Az első acélszerkezetű Tisza-híd építése Czekelius Aurél nevéhez fűződik 1891–1893 között. A II. világháborúban, 1944. október 24-én felrobbantották a szovjet hadsereg közeledésének hírére. A jelenlegi hidat a háború után építették meg.